# Лидер оппозиции (Великобритания)
Лидер Верной оппозиции Его Величества (англ. Leader of His Majesty’s Most Loyal Opposition) в Великобритании, или просто Лидер оппозиции (англ. Leader of the Opposition), — политик, возглавляющий Официальную оппозицию. На ранних этапах существования этой должности различались лидеры оппозиции в Палате лордов и в Палате общин. После принятия Парламентского акта 1911 года под «лидером оппозиции» понимается лидер в Палате общин.
По обычаю, лидером оппозиции становится глава крупнейшей партии, не входящей в Правительство; если по результатам выборов какая-либо партия одержала уверенную победу, лидером оппозиции становится глава второй по величине партии в палате общин. Лидер оппозиции входит в Тайный совет Великобритании и рассматривается как альтернатива Премьер-министру.
С 1937 года Лидеру официальной оппозиции положена министерская зарплата в дополнение к депутатскому жалованию. В 2010 году она составляла порядка 73 600 фунтов в год.
Профессор Родни Бразье (Rodney Brazier) выделяет три основных обязанности Лидера оппозиции:
- быть готовым занять пост Премьер-министра (основная конституционная обязанность);
- возглавлять свою партию в Парламенте и стране;
- решать, соглашаться ли с Премьер-министром по возникающим вопросам (а также консультировать его в случае запроса) или, представляя оппозиционную точку зрения, оппонировать ему.

В настоящее время Лидером оппозиции является Кеми Баденок, лидер Консервативной партии Великобритании.

## Список лидеров оппозиции
| Дата             | Главная оппозиционная партия    | Лидер оппозиции в палате общин                                                | Лидер оппозиции в палате лордов              |
| ---------------- | ------------------------------- | ----------------------------------------------------------------------------- | -------------------------------------------- |
| март 1807        | Виги                            | вакантное                                                                     | Гренвиль, Уильям                             |
| 1808             | Виги                            | Джордж Понсонби                                                               | Гренвиль, Уильям                             |
| 8 июля 1817      | Виги                            | вакантное                                                                     | Гренвиль, Уильям                             |
| 1817             | Виги                            | вакантное                                                                     | Грей, Чарльз, 2-й граф Грей                  |
| 1818             | Виги                            | Джордж Тирни                                                                  | Грей, Чарльз, 2-й граф Грей                  |
| 23 января 1821   | Виги                            | вакантное                                                                     | Грей, Чарльз, 2-й граф Грей                  |
| 1824             | Виги                            | вакантное                                                                     | Петти-Фицморис, Генри, 3-й маркиз Лансдаун   |
| январь 1828      | Виги                            | вакантное                                                                     | Петти-Фицморис, Генри, 3-й маркиз Лансдаун   |
| февраль 1830     | Виги                            | Спенсер, Джон, 3-й граф Спенсер                                               | Петти-Фицморис, Генри, 3-й маркиз Лансдаун   |
| ноябрь 1830      | Тори                            | Пиль, Роберт                                                                  | Веллингтон, Артур Уэлсли                     |
| ноябрь 1834      | Виги                            | Рассел, Джон                                                                  | Лэм, Уильям, 2-й виконт Мельбурн             |
| апрель 1835      | Консервативная                  | Пиль, Роберт                                                                  | Веллингтон, Артур Уэлсли                     |
| август 1841      | Виги                            | Рассел, Джон                                                                  | Лэм, Уильям, 2-й виконт Мельбурн             |
| октябрь 1842     | Виги                            | Рассел, Джон                                                                  | Петти-Фицморис, Генри, 3-й маркиз Лансдаун   |
| июнь 1846        | Протекционистско-консервативная | Лорд Джордж Бентинк                                                           | Смит-Стэнли, Эдуард, 14-й граф Дерби         |
| 10 февраля 1848  | Протекционистско-консервативная | Мэннерс, Чарльз, 6-й герцог Ратленд                                           | Смит-Стэнли, Эдуард, 14-й граф Дерби         |
| 4 март 1848      | Протекционистско-консервативная | вакантное                                                                     | Смит-Стэнли, Эдуард, 14-й граф Дерби         |
| февраль 1849     | Протекционистско-консервативная | Мэннерс, Чарльз, 6-й герцог Ратленд; Джон Чарльз Херрис и Дизраэли, Бенджамин | Смит-Стэнли, Эдуард, 14-й граф Дерби         |
| 1851             | Протекционистско-консервативная | Дизраэли, Бенджамин                                                           | Смит-Стэнли, Эдуард, 14-й граф Дерби         |
| февраль 1852     | Виги                            | Рассел, Джон                                                                  | Петти-Фицморис, Генри, 3-й маркиз Лансдаун   |
| декабрь 1852     | Консервативная                  | Дизраэли, Бенджамин                                                           | Смит-Стэнли, Эдуард, 14-й граф Дерби         |
| февраль 1858     | Виги                            | Палмерстон, Генри Джон Темпл                                                  | Левесон-Гоуэр, Гренвиль, 2-й граф Гренвиль   |
| июнь 1859        | Консервативная                  | Дизраэли, Бенджамин                                                           | Смит-Стэнли, Эдуард, 14-й граф Дерби         |
| июнь 1866        | Либеральная                     | Гладстон, Уильям                                                              | Рассел, Джон                                 |
| декабрь 1868     | Либеральная                     | Гладстон, Уильям                                                              | Левесон-Гоуэр, Гренвиль, 2-й граф Гренвиль   |
| декабрь 1868     | Консервативная                  | Дизраэли, Бенджамин                                                           | Харрис, Джеймс, 3-й граф Малмсбери           |
| февраль 1869     | Консервативная                  | Дизраэли, Бенджамин                                                           | Кэрнс, Хью, 1-й барон Кэрнс                  |
| февраль 1870     | Консервативная                  | Дизраэли, Бенджамин                                                           | Гордон-Леннокс, Чарльз, 6-й герцог Ричмонд   |
| февраль 1874     | Либеральная                     | Гладстон, Уильям                                                              | Левесон-Гоуэр, Гренвиль, 2-й граф Гренвиль   |
| февраль 1875     | Либеральная                     | Кавендиш, Спенсер, 8-й герцог Девонширский                                    | Левесон-Гоуэр, Гренвиль, 2-й граф Гренвиль   |
| апрель 1880      | Консервативная                  | Норткот, Стаффорд, 1-й граф Иддесли                                           | Дизраэли, Бенджамин                          |
| май 1881         | Консервативная                  | Норткот, Стаффорд, 1-й граф Иддесли                                           | Солсбери, Роберт Гаскойн-Сесил               |
| июнь 1885        | Либеральная                     | Гладстон, Уильям                                                              | Левесон-Гоуэр, Гренвиль, 2-й граф Гренвиль   |
| февраль 1886     | Консервативная                  | Хикс Бич, Майкл, 1-й граф Сент-Олдуин                                         | Солсбери, Роберт Гаскойн-Сесил               |
| июль 1886        | Либеральная                     | Гладстон, Уильям                                                              | Левесон-Гоуэр, Гренвиль, 2-й граф Гренвиль   |
| апрель 1891      | Либеральная                     | Гладстон, Уильям                                                              | Вудхауз, Джон, 1-й граф Кимберли             |
| август 1892      | Консервативная                  | Бальфур, Артур                                                                | Солсбери, Роберт Гаскойн-Сесил               |
| июнь 1895        | Либеральная                     | Харкорт, Уильям Вернон                                                        | Примроуз, Арчибальд Филипп, 5-й граф Розбери |
| январь 1897      | Либеральная                     | Харкорт, Уильям Вернон                                                        | Вудхауз, Джон, 1-й граф Кимберли             |
| 6 февраля 1899   | Либеральная                     | Кэмпбелл-Баннерман, Генри                                                     | Вудхауз, Джон, 1-й граф Кимберли             |
| 1902             | Либеральная                     | Кэмпбелл-Баннерман, Генри                                                     | Спенсер, Джон, 5-й граф Спенсер              |
| 1905             | Либеральная                     | Кэмпбелл-Баннерман, Генри                                                     | Робинсон, Джордж Фредерик, 1-й маркиз Рипон  |
| 5 декабря 1905   | Консервативная                  | Бальфур, Артур                                                                | Петти-Фицморис, Генри, 5-й маркиз Лансдаун   |
| 1906             | Консервативная                  | Чемберлен, Джозеф                                                             | Петти-Фицморис, Генри, 5-й маркиз Лансдаун   |
| 1906             | Консервативная                  | Бальфур, Артур                                                                | Петти-Фицморис, Генри, 5-й маркиз Лансдаун   |
| 13 ноября 1911   | Консервативная                  | Эндрю Бонар Лоу                                                               | Петти-Фицморис, Генри, 5-й маркиз Лансдаун   |
| 25 мая 1915      |                                 | вакантное                                                                     | вакантное                                    |
| 19 октября 1915  | Оппозиционно-консервативная     | Карсон, Эдвард, барон Карсон                                                  | вакантное                                    |
| 6 декабря 1916   | Оппозиционно-либеральная        | Асквит, Герберт Генри                                                         | Кру-Милнс, Роберт, 1-й маркиз Кру            |
| 3 февраля 1919   | Оппозиционно-либеральная        | Маклэйн, Дональд (политик)                                                    | Кру-Милнс, Роберт, 1-й маркиз Кру            |
| 1920             | Оппозиционно-либеральная        | Асквит, Герберт Генри                                                         | Кру-Милнс, Роберт, 1-й маркиз Кру            |
| 21 ноября 1922   | Лейбористская                   | Макдональд, Джеймс Рамсей                                                     | вакантное                                    |
| 22 января 1924   | Консервативная                  | Болдуин, Стэнли                                                               | Керзон, Джордж Натаниэл                      |
| 4 ноября 1924    | Лейбористская                   | Макдональд, Джеймс Рамсей                                                     | Холдейн, Ричард, 1-й виконт Холдейн          |
| 1928             | Лейбористская                   | Макдональд, Джеймс Рамсей                                                     | Криппс, Чарльз, 1-й барон Пармур             |
| 5 июня 1929      | Консервативная                  | Болдуин, Стэнли                                                               | Гаскойн-Сесил, Джеймс, 4-й маркиз Солсбери   |
| 1930             | Консервативная                  | Болдуин, Стэнли                                                               | Хогг, Дуглас, 1-й виконт Хейлшем             |
| август 1931      | Лейбористская                   | Хендерсон, Артур                                                              | Криппс, Чарльз, 1-й барон Пармур             |
| ноябрь 1931      | Лейбористская                   | Лэнсбери, Джордж                                                              | Понсонби, Артур, 1-й барон Понсонби Шулбрид  |
| 25 октября 1935  | Лейбористская                   | Эттли, Клемент                                                                | Снелл, Гарри, 1-й барон Снелл                |
| 22 мая 1940      | Лейбористская                   | Лис-Смит, Гастингс                                                            | Аддисон, Кристофер, 1-й виконт Аддисон       |
| 21 января 1942   | Лейбористская                   | Петик-Лоуренс, Фредерик                                                       | Аддисон, Кристофер, 1-й виконт Аддисон       |
| февраль 1942     | Лейбористская                   | Гринвуд, Артур                                                                | Аддисон, Кристофер, 1-й виконт Аддисон       |
| 23 мая 1945      | Лейбористская                   | Эттли, Клемент                                                                | Аддисон, Кристофер, 1-й виконт Аддисон       |
| 26 июля 1945     | Консервативная                  | Черчилль, Уинстон                                                             | Гаскойн-Сесил, Роберт, 5-й маркиз Солсбери   |
| 26 октября 1951  | Лейбористская                   | Эттли, Клемент                                                                | Аддисон, Кристофер, 1-й виконт Аддисон       |
| 1952             | Лейбористская                   | Эттли, Клемент                                                                | Джоуитт, Уильям, 1-й граф Джоуитт            |
| ноябрь 1955      | Лейбористская                   | Моррисон, Герберт                                                             | Джоуитт, Уильям, 1-й граф Джоуитт            |
| 14 декабря 1955  | Лейбористская                   | Гейтскелл, Хью                                                                | Александер, Альберт Виктор                   |
| 18 января 1963   | Лейбористская                   | Браун, Джордж, барон Джордж-Браун                                             | Александер, Альберт Виктор                   |
| 14 февраля 1963  | Лейбористская                   | Вильсон, Гарольд                                                              | Александер, Альберт Виктор                   |
| 16 октября 1964  | Консервативная                  | Дуглас-Хьюм, Александр                                                        | Карингтон, Питер                             |
| 28 июля 1965     | Консервативная                  | Хит, Эдвард                                                                   | Карингтон, Питер                             |
| 19 июня 1970     | Лейбористская                   | Вильсон, Гарольд                                                              | Шеклтон, Эдвард, барон Шеклтон               |
| 4 марта 1974     | Консервативная                  | Хит, Эдвард                                                                   | Карингтон, Питер                             |
| 11 февраля 1975  | Консервативная                  | Тэтчер, Маргарет                                                              | Карингтон, Питер                             |
| 4 мая 1979       | Лейбористская                   | Каллаган, Джеймс                                                              | Пирт, Фред, барон Пирт                       |
| 10 ноября 1980   | Лейбористская                   | Фут, Майкл                                                                    | Пирт, Фред, барон Пирт                       |
| 1982             | Лейбористская                   | Фут, Майкл                                                                    | Хью, Кледуин                                 |
| 2 октября 1983   | Лейбористская                   | Киннок, Нил                                                                   | Хью, Кледуин                                 |
| 18 июля 1992     | Лейбористская                   | Смит, Джон                                                                    | Ричард, Айвор                                |
| 12 мая 1994      | Лейбористская                   | Бекетт, Маргарет Мэри                                                         | Ричард, Айвор                                |
| 21 июля 1994     | Лейбористская                   | Блэр, Тони                                                                    | Ричард, Айвор                                |
| 2 мая 1997       | Консервативная                  | Мейджор, Джон                                                                 | Солсбери, Роберт Майкл Джеймс Гаскойн-Сесил  |
| 19 июня 1997     | Консервативная                  | Хейг, Уильям                                                                  | Солсбери, Роберт Майкл Джеймс Гаскойн-Сесил  |
| 2 декабря 1998   | Консервативная                  | Хейг, Уильям                                                                  | Гэлбрейт, Томас, 2-й барон Стратклайд        |
| 18 сентября 2001 | Консервативная                  | Дункан Смит, Иан                                                              | Гэлбрейт, Томас, 2-й барон Стратклайд        |
| 6 ноября 2003    | Консервативная                  | Ховард, Майкл                                                                 | Гэлбрейт, Томас, 2-й барон Стратклайд        |
| 6 декабря 2005   | Консервативная                  | Кэмерон, Дэвид                                                                | Гэлбрейт, Томас, 2-й барон Стратклайд        |
| 11 мая 2010      | Лейбористская                   | Гарман, Гарриет                                                               | Роял, Джанет, баронесса Роял Блейсдон        |
| 25 сентября 2010 | Лейбористская                   | Милибэнд, Эд                                                                  | Роял, Джанет, баронесса Роял Блейсдон        |
| 8 мая 2015       | Лейбористская                   | Гарман, Гарриет                                                               | баронесса Бэзилдон                           |
| 12 сентября 2015 | Лейбористская                   | Джереми Корбин                                                                | баронесса Бэзилдон                           |
| 4 апреля 2020    | Лейбористская                   | Кир Стармер                                                                   | баронесса Бэзилдон                           |
| 5 июля 2024      | Консервативная                  | Риши Сунак                                                                    | лорд Тру                                     |
| 2 ноября 2024    | Консервативная                  | Кеми Баденок                                                                  | лорд Тру                                     |